# 영산군 이전 묘역
영산군 이전 묘역(寧山君 李恮 墓域)은 서울특별시 은평구 진관동에 있는, 조선시대 제9대 왕인 성종(成宗)의 13남인 영산군(寧山君) 이전(李恮)과 그 아들인 장흥군(長興君) 이상(李祥), 손자 이경의(李鏡義), 증손자 이종(李琮) 등 4대에 걸친 무덤이다. 2007년 2월 15일 서울특별시 기념물 제26호로 지정되었다.

## 지정 사유
조선 제9대 왕인 성종(成宗)의 13남인 영산군(寧山君)이전(李恮)과 그 아들인 장흥군(長興君) 이상(李祥),손자 이경의(李鏡義),증손자 이종(李琮)등 4대에 걸친 묘역으로 16세기부터 17세기까지의 묘제의 변화상을 잘 보여주고 있다. 특히 이전(李恮)의 묘역과 문인석, 장명등 등 묘역 내 부착된 석물들은 당대의 전형적인 형식으로서 학술적 가치가 크므로 기념물로 지정하여 보존한다.
한편 문화재 보호구역은 문화재인 이전(李恮)묘역 보호에 필요한 최소한도의 지역,즉 진관외동 산7-2 등 2필지/총 1,146m2를 지정하여 동 묘역 주변의 역사･문화환경을 보존하고자 한다.

## 조사 보고서
조선 제9대 왕인 성종(成宗)의 13남인 영산군(寧山君) 이전(李恮)과 그 아들인 장흥군(長興君) 이상(李祥), 손자 이경의(李鏡義), 증손자 이종(李琮) 등 4대에 걸친 묘역으로 북한산 기슭에 자리하고 있다. 영산군 이전이 1538년, 그 증손자인 이종이 1614년 세상을 떠나 이곳에 묻혔으므로 이 묘역은 16c 초반 ~ 17c 초반에 걸쳐 조성되었다고 볼 수 있다. 묘역 전체의 좌향(坐向)은 오좌자향(午坐子向)으로 정북(正北)을 바라보고 있다. 영산군(寧山君)의 묘가 맨 위쪽에 자리하고, 그 아래쪽으로 장흥군(長興君), 이경의(李鏡義), 이종(李琮)의 묘가 차례대로 단차를 두고 자리하고 있다.
영산군의 묘역은 쌍분삼위장(雙墳三位葬)으로 당초 영산군과 후취(後娶)인 교성군부인(交城郡夫人) 경주정씨(慶州鄭氏)의 합장묘 1기만 있었으나 진관사 뒤편에 있던 금릉군부인(金陵郡夫人) 청송심씨(靑松沈氏)의 묘를 1970년에 동 분묘의 향우측으로 이전하여 현재 2기의 분묘가 자리하고 있다. 분묘 뒤편으로는 사성(莎城)이 조성되어 있다.
현재 영산군과 경주정씨 합장묘 앞에는 1994년에 새로 세운 묘갈이 원래 묘갈의 비좌에 꽂혀 있다. 그리고 청송심씨 묘 앞에는 1970년 청송심씨 묘 이전 전(忠僖公捐館七戊辰孟夏：1928년 건립 추정)에 세워진 것으로 보이는 영성군과 경주정씨의 묘갈 1기와 청송심씨의 원래 묘역에 세워졌다가 1970년 현재 위치로의 이장 시 함께 이전된 16c 제작 추정 묘갈 1기가 나란히 서 있다. 영산군의 원래 묘갈은 1970년 청송심씨 묘 이전 전에 세워진 것으로 여겨지는 영성군과 경주정씨의 묘갈 뒷면 기록에 의하면 명종 때 좌의정을 지낸 성세창(成
世昌：1481년~1548년)이 갈명(碣銘)을 쓴 것으로 보이나 현재 비좌(碑座)만 남아있어 원래의 형태를 알기는 어려우나 비좌의 크기로 판단하면 청송심씨 묘갈보다는 너비나 폭이 더 컸던 것으로 보인다. 청송심씨의 묘갈은 이수(螭首), 비신(碑身), 비좌(碑座)의 3부분으로 구성되어 있는데 하나의 돌로 조각된 이수와 비신을 비좌에 꽂아 넣었다. 이수는 앞면에는 구름 속에 용무늬를 새겨 넣고 뒷면에는 흘러가는 구름〔流雲〕속에 보름달을 새겨 넣었다. 비신은 앞면에 ‘金陵郡夫人沈□□□’라는 명문이 새겨져 있어 이 묘갈이 청송심씨의 묘 앞에 세워졌던 것임을 알 수 있게 한다.
비신의 후면에는 건립연대가 세로로 쓰여 있는 경우가 많은데 청송심씨의 묘갈의 경우에는 어떠한 글씨도 새겨져 있지 않아 정확한 건립연대를 알기는 어렵다. 비좌는 방형인데 표면의 마모가 심하여 조성 당시 어떤 무늬가 새겨져 있었는지는 현재로서는 알기 어렵다.
혼유석(魂遊石)과 상석(床石), 향로석(香爐石)은 영산군과 경주정씨(慶州鄭氏)의 묘 앞에만 있다. 이중 혼유석은 직사각형 형태가 2장 붙여져 있다. 상석은 계체석에 걸쳐져 있다. 향로석에는 받침 부분에 호족(虎足)을 새겨 넣었다.
계체석 아래에는 망주석(望柱石)과 문인석(文人石)이 좌우로 1기씩 대칭적으로 배치되어 있고 2기의 문인석 중간에는 장명등(長明燈)이 놓여있다. 망주석은 원수(圓首), 운두(雲頭), 연주(蓮珠), 염의(簾依), 8면 주신(八面柱身), 8면 대석(臺石) 모두 온전하게 보존되어 있는데 오른쪽에 놓인 것이 크기가 더 크다.
문인석은 좌우의 것 모두 전체 높이가 2m가 넘는 아주 큰 규모로 조성되고 금관조복(金冠朝服)을 착용한 점이 특징적이다. 금관의 옆에는 비녀를 꽂은 모양을 표현하였고 관의 끈을 턱 아래에서 묶어 양 옆으로 나눈 모습으로 표현했다. 문인석의 얼굴은 16c에 제작된 문인석들이 대부분 그런 것처럼 사람 얼굴에 가깝게 매우 사실적으로 조각되었다. 향좌측 문인석은 오른쪽 옆에 총탄 자국이 세 군데 나 있고 향우측의 문인석은 코의 일부가 떨어져 나갔다.
장명등은 16c부터 나타나는 특징적인 형태를 하고 있다. 전체적으로 사각형 형태를 이루고 있으나 개석(蓋石)이 대석(臺石)보다 불균형적으로 커서 전체적으로 불안정한 느낌을 준다. 화사석(火舍石)과 대석(臺石)은 한 개의 석재로 되어 있다. 대석은 사각 요고형(腰鼓形)인데 상대석에 비해 하대석의 크기가 크다. 대석 위의 화사석에는 4면에 정사각형(크기：가로 14cm×세로 14cm)에 가까운 화창(火窓)을 조성하였다. 화사석 위에 놓인 옥개석은 지붕을 사모지붕에 박공(pediment)이 설치되고 그 위에 연잎을 덮어놓은 모양으로 조각하고 꼭대기에는 보주(寶珠)를 설치하였다. 이러한 형태의 장명등(長明燈)은 16c부터 나타나는데 이미 문화재로 지정된 창빈안씨 묘역, 화의군 묘역, 류홍 묘역(16c중반 조성)에도 이와 유사한 형태의 장명등이 있다.
영산군 묘역 아래쪽에는 단을 달리하여 그 아들인 장흥군 이상의 묘역이 자리하고 있다. 묘역 내에는 분묘가 2기 위치하고 있는데 묘갈 전면의 기록에 의하면 장흥군의 묘를 기준으로 할 때 현부인(縣夫人) 죽산안씨(竹山安氏)묘가 오른쪽(향좌측)에 조성되어 있는 것으로 보인다. 장흥군의 묘갈은 영산군의 묘갈처럼 비신이 멸실되고 복련(覆蓮)이 조각된 비좌만 남아 있는 실정이다. 1995년 새로 세워진 묘갈은 분묘와 원묘갈 비좌 사이에 놓여있다. 원 묘갈 앞에는 혼유석,상석,향로석이 놓여 있는데 이중 혼유석은 많이 훼손되어 원래의 크기를 알기 어려운 상태이다. 상석과 향로석은 영산군 묘역 내 그것들과 유사한 형태들이다.
상석이 걸쳐진 계체석은 향우측 부분이 토압(土壓)에 의해 앞으로 밀려나온 상태이다. 계체석 아래 부분에는 망주석이 좌우 대칭으로 각각 1기씩 배치되어 있고 그 아래쪽으로는 문인석이 놓여 있는데 왼쪽의 문인석은 멸실되어 지금은 없다. 망주석과 문인석의 기본형태는 영산군 묘와 유사하나 크기는 훨씬 작다. 장명등은 없다.
장흥군 묘역 아래에는 장흥군의 아들인 이경의의 묘역이 위치하고 있다. 묘역 내에는 분묘가 2기 자리하고 있는데 향좌측에 있는 분묘가 향우측의 것보다 규모가 상대적으로 크다. 묘갈을 비롯한 석물들은 향좌측의 분묘 앞에 집중 배치되어 있다. 1995년 새로 세워진 묘갈에 의하면 이경의와 신부인(愼夫人) 창원황씨(昌原黃氏)가 합장되어 있고 그 오른쪽(향좌측)에는 신부인 곡산노씨의 묘가 자리하는 것으로 되어 있으나 묘갈이나 석물들의 배치양상을 보면 곡산노씨의 묘는 향좌측이 아니라 향우측의 것으로 판단된다.
향좌측의 묘 앞에는 장흥군 묘역과 유사하게 원래 묘갈의 비좌가 1995년 묘갈의 앞에 자리하고 있고 비좌 앞으로 혼유석, 상석, 향로석이 차례로 놓여 있다. 상석과 향로석의 형태나 모양은 장흥군 묘역의 그것과 유사하다. 계체석 아래쪽으로는 망주석과 문인석이 좌우 대칭으로 각각 1기씩 배치되어 있는데 망주석은 정확한 연대는 알 수 없으나 근년에 설치된 것이다. 문인석은 장흥군 묘의 문인석과 형태가 유사하나 규모는 더 작다.
이경의 묘역의 아래쪽으로는 이종의 묘역이 자리하고 있다. 이종 묘역 내에는 분묘가 1기 자리하고 있다.이종과 신부인(愼夫人) 현풍곽씨(玄風郭氏)의 합장묘가 그것이다. 묘앞에는 1995년 신규 설치된 묘갈이 있고 그 앞에는 다시 상석과 향로석이 놓여 있다. 혼유석은 설치되어 있지 않다.계체석은 설치되어 있지 않으나 망주석이 놓인 곳과는 단차가 있다. 상석보다 한 단 아래 좌우로 설치된 망주석은 근년에 설치된 것으로 이경의 묘역 내의 것과 같은 형태이다. 문인석은 설치되어 있지 않다.
영산군 이전 묘역과 후손 묘역들은 16세기부터 17세기까지의 묘제의 변화상을 잘 보여주고 있다. 특히 이전(李恮)의 묘역, 묘역 내 분묘, 묘역 에 부착되어 있고 원형이 잘 유지되어 있는 문인석 등 석물들은 당대의 전형적인 형식으로서 학술적 가치가 크므로 기념물로 지정하여 보존한다.
한편, 아들인 장흥군(長興君) 이상(李祥), 손자 이경의(李鏡義), 증손자 이종(李琮)등 후손 묘역은 보존상태가 좋지 않아 문화재로는 지정하기 어려우나 영산군 이전 묘역을 보호하는 데 꼭 필요한 완충지대이므로 동 묘역들이 분포하고 있는 은평구 진관외동 산47-2와 산47-3 등 2필지 /총 1,146m2를 문화재 보호구역으로 지정하여 동 묘역 주변의 역사･문화환경을 보존하고자 한다.

## 같이 보기
- 영산군

## 참고 자료
- 영산군 이전 묘역 - 국가유산청 국가유산포털